# Johann Heinrich Lambert
Johann Heinrich Lambert, född den 26 augusti 1728 i Mulhouse (Alsace) i dåvarande Schweiz (nuvarande Frankrike), död den 25 september 1777 i Berlin, var en schweizisk-tysk matematiker, fysiker, astronom och filosof.
Lambert ägnade sig som autodidakt åt studiet av matematik, filosofi och österländska språk. Efter att 1756-58 ha företagit resor i Tyskland, Holland och Frankrike slog han sig ned i Bayern. Han flyttade sedan till Berlin, där han 1765 blev medlem av vetenskapsakademin och "baurat". Genom Photometria, seu de mensura et gradibus luminis, colorum et umbrae (1760) kan han, vid sidan av Bouguer, anses som grundläggare av den fotometriska avdelningen inom optiken. Detta arbete var av stor betydelse för astronomin, liksom hans bidrag till teorin för kometernas banor varit av vikt. Han gjorde, liksom Kant, ett schema över världssystemet. 
Några andra bevis för riktigheten i sina astronomiska teorier har emellertid Lambert inte lämnat än sådana, som han i egenskap av "en mycket positiv kristen" kunnat ta fram ur teologin. Härmed är dock inte sagt, att inte åtskilliga av hans åsikter genom Herschels och Laplaces exakta undersökningar vunnit bekräftelse. Exempelvis gick hans förutsägelse om en tillkommande bestämning av solsystemets rörelse i fullbordan redan 1783 genom Herschel. 
Som filosof är Lambert att betrakta som en föregångare till Kant, framför allt genom Neues organon (1764), vari han skarpt skiljer mellan tänkandets genom varseblivningen givna innehåll och dess former, som framträder i de logiska och matematiska lagarna. Liksom sedan Kant tillbakavisade han både Wolfs rationalism och Lockes sensualism, men som bland annat hans brevväxling med Kant visade, kunde han inte finna någon enhetlig princip för erfarenhetens former. Kant skattade Lambert så högt, att han skulle ha tillägnat honom Kritik der reinen Vernunft, om inte Lambert dött före dess utgivande. 
En äldre enhet för ljusstyrka Lambert är uppkallad efter Johann Heinrich Lambert.

## Eftermäle
Asteroiden 187 Lamberta är uppkallad efter honom.